# イースタン・アイオワ空港
イースタン・アイオワ空港（イースタン・アイオワくうこう、英: The Eastern Iowa Airport）は、アメリカ合衆国アイオワ州東部、シーダー郡にある空港。アイオワ州第2の都市シーダーラピッズ、アイオワ大学の大学町アイオワシティ、およびその周辺地域の空の玄関口となっている。

## 主な就航地
ラスベガス、オーランド/サンフォード、セントルイス、シカゴ/オヘア、ダラス/フォートワース、シンシナティ、アトランタ、ミネアポリス、デトロイト、デンバー、シャーロット